# Zugarramurdi
Zugarramurdi est un village et une municipalité de la Communauté forale de Navarre, dans le Nord de l'Espagne. Zugarramurdi est situé à 83 kilomètres de la capitale de la communauté, Pampelune et le secrétaire de mairie est aussi celui d'Urdazubi.
La langue basque est coofficielle avec l'espagnol et la population parlant le basque représentait 92.1 % en 2018. Ses 232 habitants sont appelés les « Zugarramurdiarrak ».

## Étymologie
L'origine du toponyme Zugarramurdi, inconnue, est certainement d'origine basque. Le philologue Koldo Mitxelena proposa que le nom pouvait évoquer un lieu où se trouvent des ormes (zugar) misérables (andur) en grand nombre (le suffixe di indique l'abondance).
Le même Mitxelena reconnut qu'il ne possédait pas de preuves, de documents anciens pour appuyer sa théorie. Étant donné que Zugarramurdi se trouve en zone bascophone de Navarre il est fort probable que zugar soit réellement l'orme. En basque normatif on dit zumar, mais zugar est une variété dialectique du mot orme qui apparaît dans beaucoup de toponymes. Il est également probable que di soit le suffixe abondantiel qui, en basque, accompagne les arbres et les plantes. Ainsi par exemple, Zumardi veut dire en basque ormaie et allée de peupliers. En l'état actuel des connaissances, le second terme du toponyme Zugarramurdi reste inconnu.
En basque et en espagnol le nom de la commune s'écrit de la même manière (mais le phonème Z se prononce de façon plus dentale en castillan). Selon Mikel Belasko, en basque le nom du village doit se prononcer parfois comme Zugamurdi, Zamurdi ou Zuenburdi, formes syncopées du mot.

## Géographie

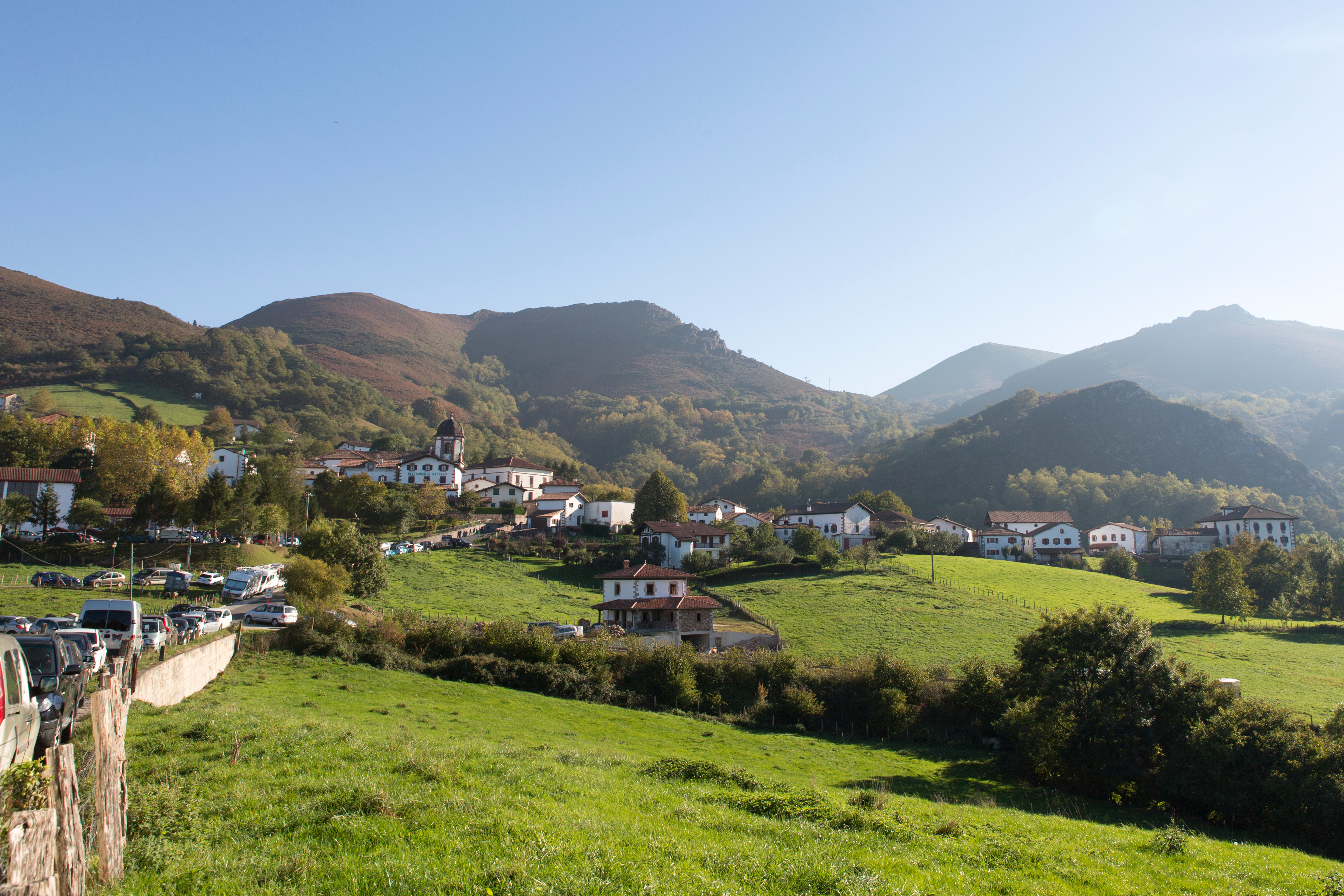
Vue du village depuis les grottes

Le village se situe au Nord-Ouest de la province de Navarre (Espagne), proche de la frontière d'Urdazubi à Dantxarinea avec la France dans les Pyrénées-Atlantiques.
Elizondo, la principale ville de la région, est la plus grande localité limitrophe.

### Quartiers, hameaux et lieux-dits
La commune est composée de plusieurs zones d'habitat : Azkar, Etxartea, Madaria, Olasur (quartiers ou hameaux) autour de Zugarramurdi elle-même.

## Division linguistique
En 2011, 92.1% de la population de Zugarramurdi avait le basque comme langue maternelle. La population totale située dans la zone bascophone en 2018, comprenant 64 municipalités dont Zugarramurdi, était bilingue à 60.8%, à cela s'ajoute 10.7% de bilingues réceptifs.

### Droit
En accord avec Loi forale 18/1986 du 15 décembre sur le basque, la Navarre est linguistiquement divisée en trois zones. Cette municipalité fait partie de la zone bascophone où l'utilisation du basque est majoritaire. Le basque et le castillan sont utilisés dans l'administration publique, les médias, les manifestations culturelles et en éducation cependant l'usage courant du basque y est majoritaire et encouragé le plus souvent.

## Histoire
Zugarramurdi, tout comme Urdazubi, était un village de fermes isolées autour du monastère San-Salvador avant d'acquérir une juridiction civile. Elle fut déclarée commune en 1667. Ce village est très connu pour ses grottes où étaient censées se réunir des « sorcières » dans des cérémonies appelées « akelarre » (lande du bouc, en basque).
En 1610 a eu lieu à Logroño un procès lors duquel l'Inquisition accusa de sorcellerie trente-et-un habitants de Zugarramurdi et en condamna onze au bûcher. Les condamnations se basèrent pour la majeure partie des cas sur des témoignages empreints de superstition, peu fiables et produits par des envieux :

« Les 18 personnes restantes furent toutes réconciliées (pour avoir été toute leur vie de la secte des sorcières), bonnes confidentes et qu'avec des larmes elles avaient demandé miséricorde et qu'elles voulaient retrouver la foi des chrétiens. Ayant lu dans ces sentences des choses tellement horribles et effrayantes que personnes n'avait vu : il y avait tant de choses à raconter qu'il fallait toute une journée, depuis l'aube jusqu'à la nuit que les messieurs de l'inquisition furent mandatés pour rogner beaucoup de faits car ils ne pouvaient pas finir ce jour-là. Avec toutes ces personnes on usa beaucoup de miséricorde, apportant beaucoup plus de considérations au repentir de ses fautes qu'a la gravité des délits : au moment où on commença à se confesser, aggravant les punitions à ceux qui le faisaient plus tardivement selon la rébellion que chacun avait tenu dans ses confessions. »

À la fin du procès, des hommes et des femmes ont été brûlés vifs, d'autres condamnés à l'exil perpétuel avec confiscation de leurs biens. On a même été jusqu'à brûler en effigie des personnes mortes en prison en attente du procès. Voir la liste ci-dessous.
| Prénom, nom, âge                     | Grade dans l'akelarre                                 | Sentence                           |
| ------------------------------------ | ----------------------------------------------------- | ---------------------------------- |
| Miguel de Goiburu, 66                | Roi de l'Akelarre                                     | Réconcilié en effigie              |
| Graciana de Berrenechea, 80 / 90     | Reine de l'Akelarre                                   | Réconciliée en effigie             |
| Estevania de Navarcorena, plus de 80 | La seconde dans le rang                               | Réconciliée en effigie             |
| Maria Pèrez de Barrenechea, 46       | La 3e dans le rang                                    | Réconciliée en effigie             |
| Juana de Telechea, 38                |                                                       | Réconcilié et 1 an de prison       |
| Maria de Jaureteguia, 22             |                                                       | Réconciliée et 6 mois d'exil       |
| Maria de Arburu, 70                  | Reine de l'Akelarre « succéda au n° 5 »               | Réconciliée et prison à perpétuité |
| Maria de Yriarte, 40                 |                                                       | Réconciliée en effigie             |
| Estevania de Yriarte, 36             |                                                       | Réconciliée en effigie             |
| Juanes de Goiburu, 37                | Tambour de l'Akelarre                                 | Réconcilié et prison à perpétuité  |
| Juanes de Sansin, 20                 | Atabalero de l'Akelarre                               | Réconcilié et prison à perpétuité  |
| Maria Prenosa, plus de 70            |                                                       | Réconcilié et prison à perpétuité  |
| Maria Baztan de La Borda, 68         |                                                       | Brûlée vive                        |
| Graciana Xarra, 66                   |                                                       | Brûlée vive                        |
| Maria de Echachute, 54               |                                                       | Brûlée vive                        |
| Maria Chipia de Barrenechea, 52      |                                                       | Réconciliée et prison à perpétuité |
| Maria de Echegui, 40                 |                                                       | Réconciliée et prison à perpétuité |
| Maria de Echalecu, 40                |                                                       | Brûlée en effigie                  |
| Estevania de Petrisancena, 57        |                                                       | Brûlée en effigie                  |
| Martin Vizcar, plus de 8O            | Caudatario du démon, mère des enfants dans l'Akelarre | Réconcilié en effigie              |
| Juanes de Echegui. 68                |                                                       | Brûlé en effigie                   |
| Domingo de Subildegui, 50            |                                                       | Brûlé vif                          |
| Fray (frère) Pedro de Arburu, 43     |                                                       | Abjuration de Levi et 10 ans       |
| Petri de Juangorena, 36              |                                                       | Brûlé vif                          |
| Don Juan de la Borda y Arburu,34     |                                                       | Abjuration de Levi et 10 ans       |
| Juanes de Odia y Berechea, 60        |                                                       | Brûlé en effigie                   |
| Maria de Zozaya y Arramendi, 80      | Endoctrineuse de la secte des sorcières               | Brûlée en effigie                  |
| Juanes de Lambert, 27                |                                                       | Réconcilié et exil perpétuel       |
| Mari Juanito, 60                     |                                                       | Réconcilié en effigie              |
| Beltrana de la Fargua, 40            |                                                       | Réconciliée et 6 mois de prison    |
| Juanes de Yribarren, 40              | Bourreau de l'Akelarre                                | Réconcilié, 1 an et exil perpétuel |
| María de Ximildegui, 20              |                                                       | Réconciliée                        |

Types de sentences :
Réconcilié
Personnes qui ont reconnu leurs actes de sorcellerie mais à qui on a laissé la vie sauve pour s'être « repenties » de ces actes ; mais condamnées à d'autres peines : prison, confiscation des biens, exil, etc.
Abjuration de Levi
reniement du diable et conversion au christianisme avec communion.
Brûlé en effigie
personnes déjà mortes en prison et pour lesquelles on a fait des effigies en carton-pâte les jours du procès.

## Démographie

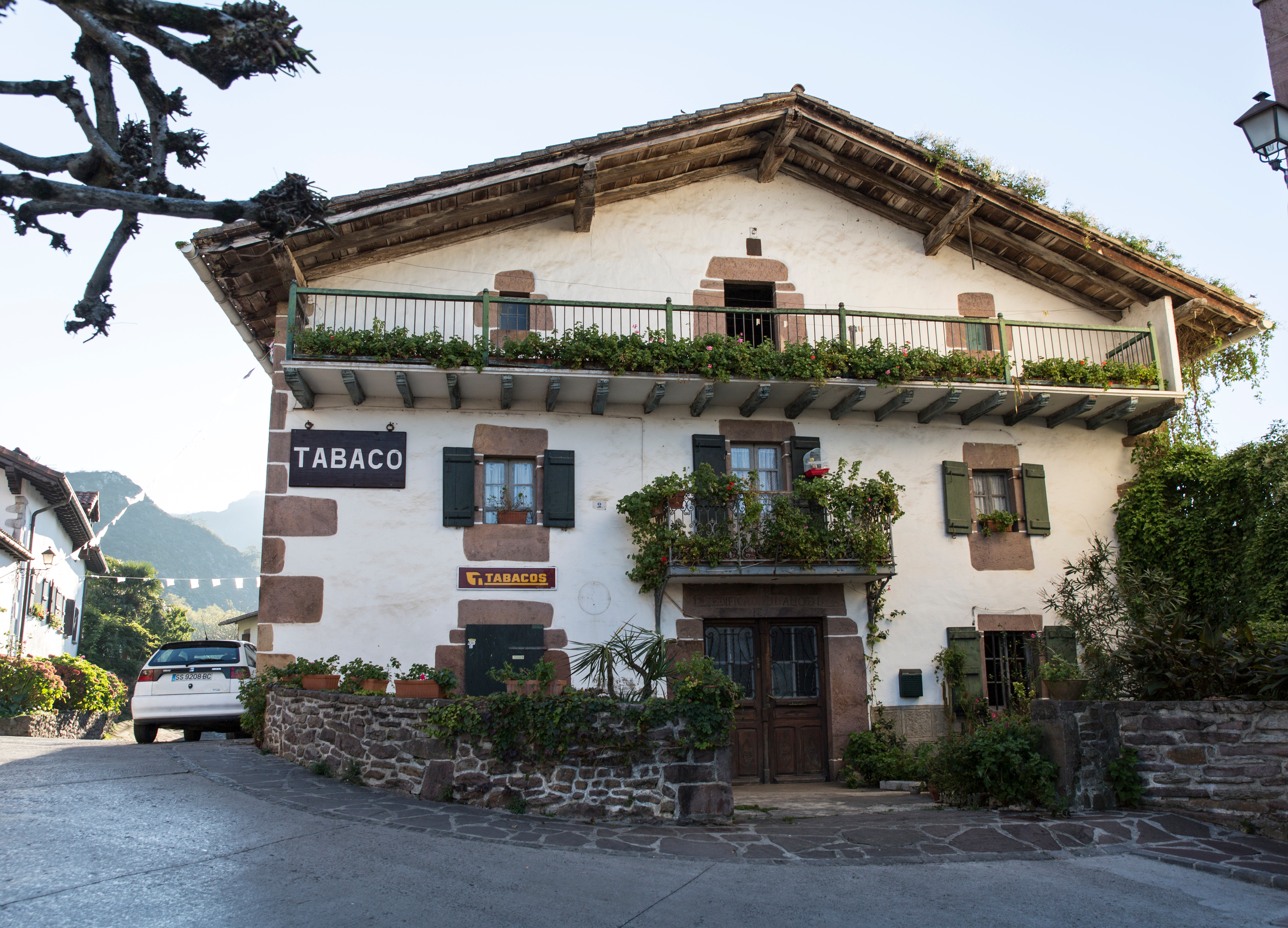
Commerce.

## Patrimoine

### Patrimoine religieux

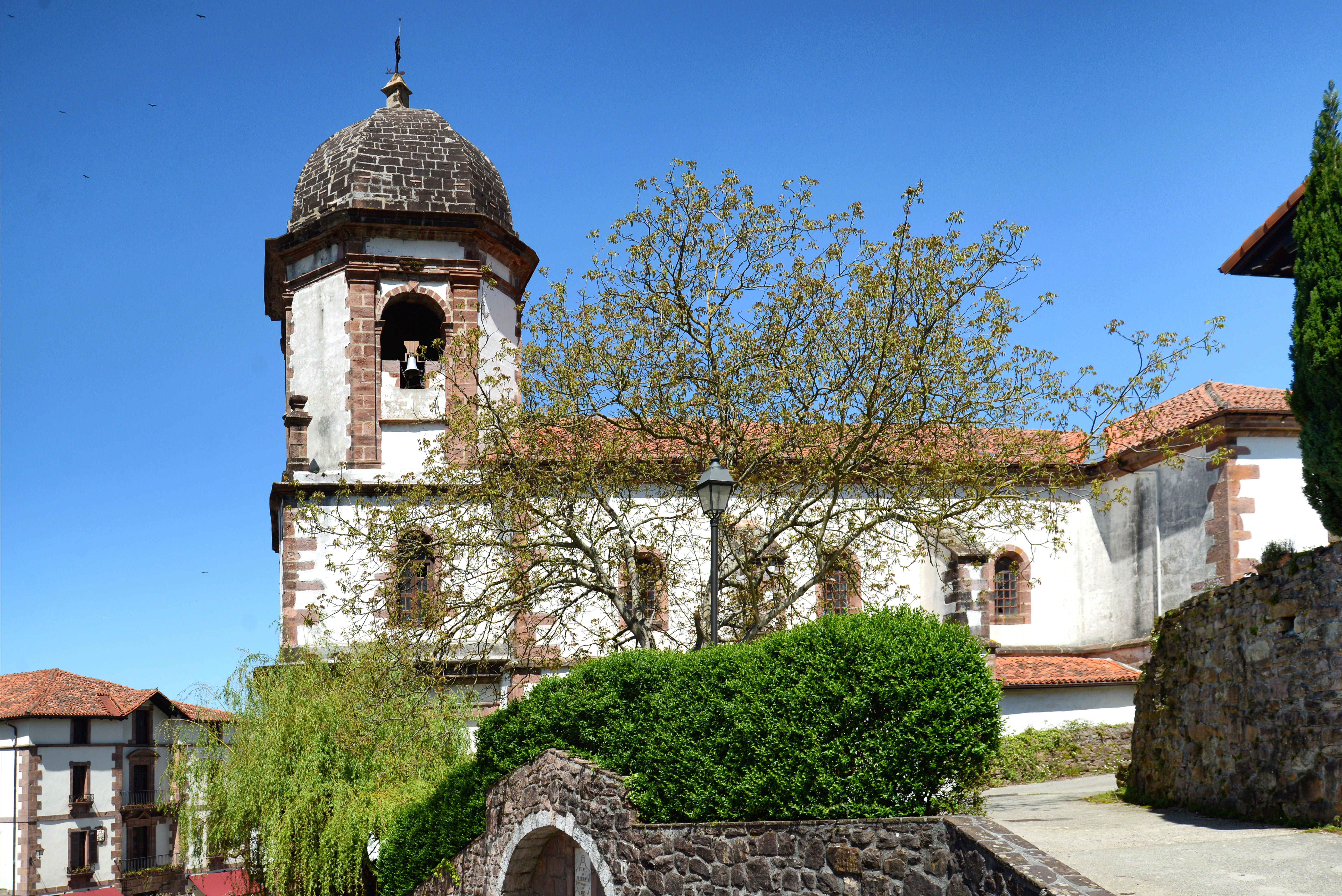
L'église.

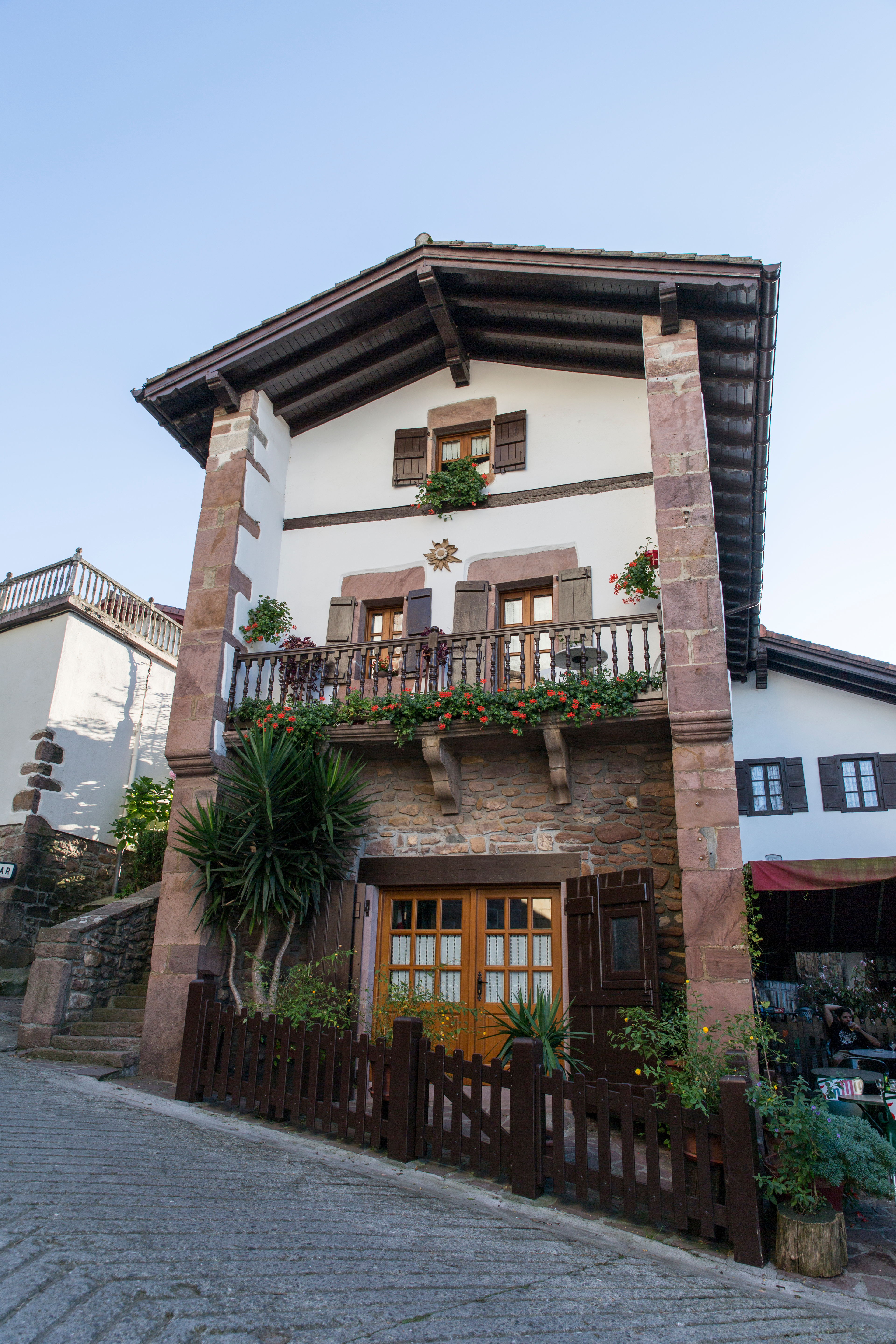
Maison avec eguzkilore.

- Église de l'Assomption du XVIIIe siècle, construite entre 1781 et 1784. Elle a été partiellement détruite par les troupes françaises en 1793 et reconstruite au XIXe siècle.
- Ermitage Notre-Dame-du-Rosaire

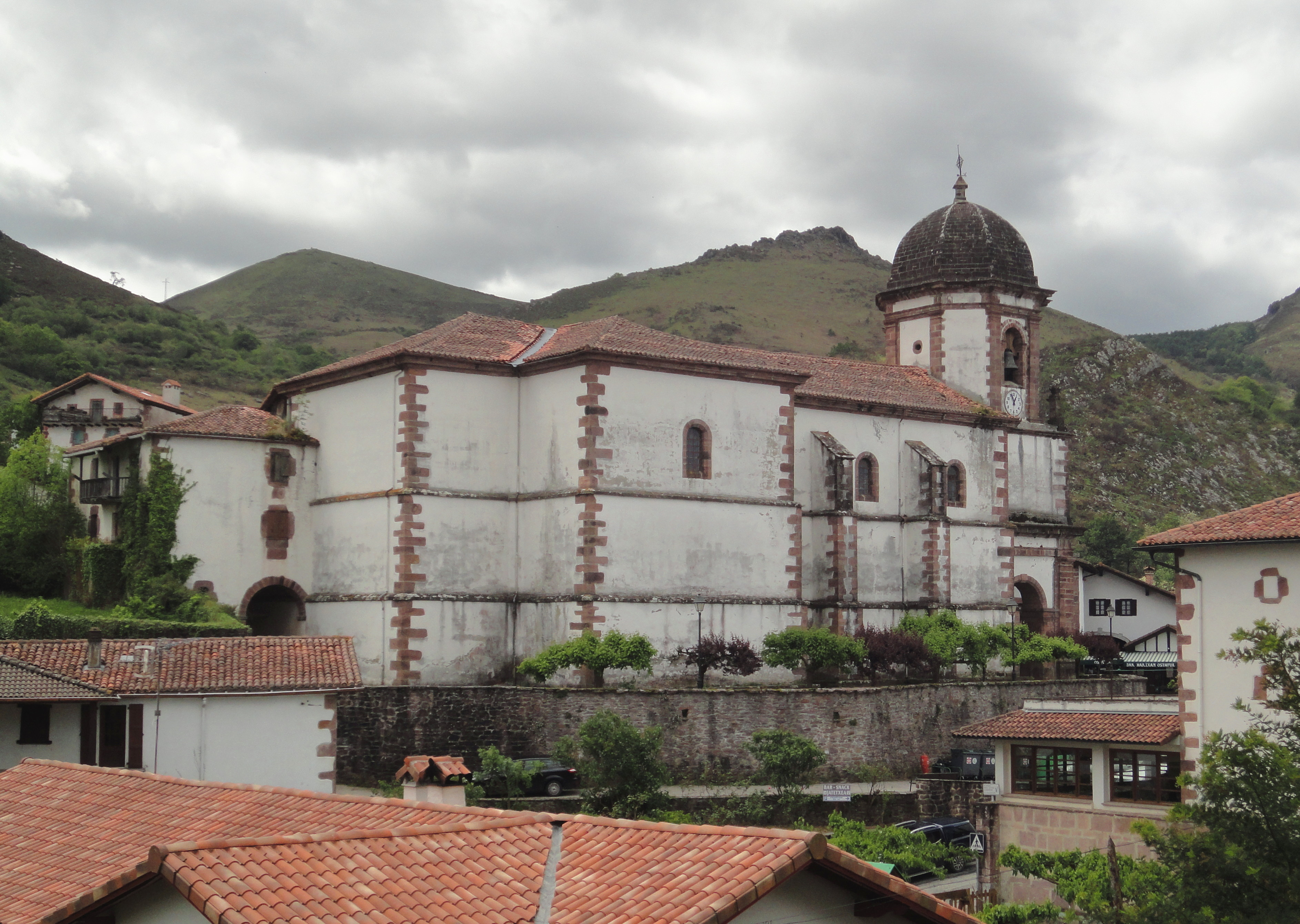
L'église
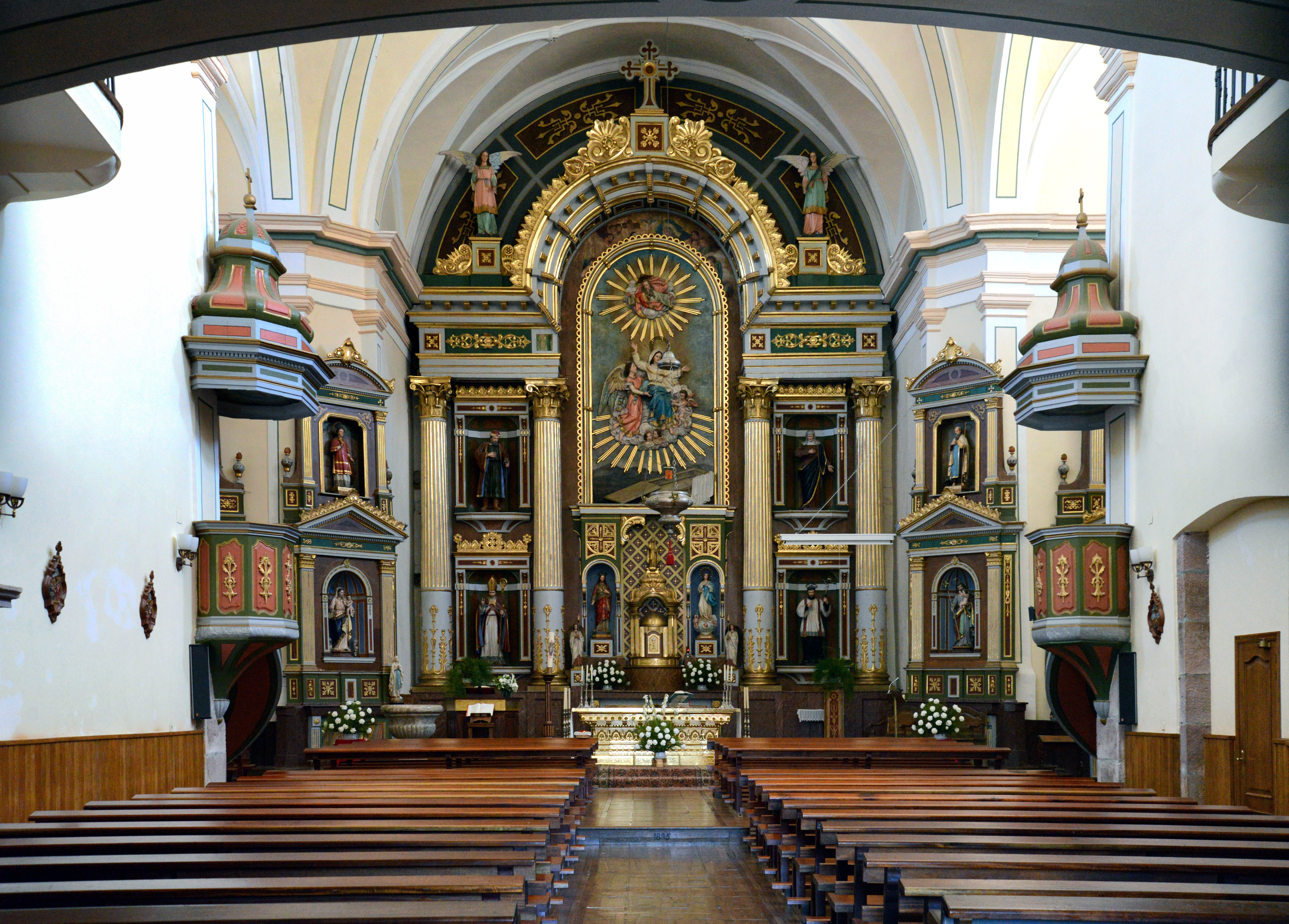
L'autel de l'église
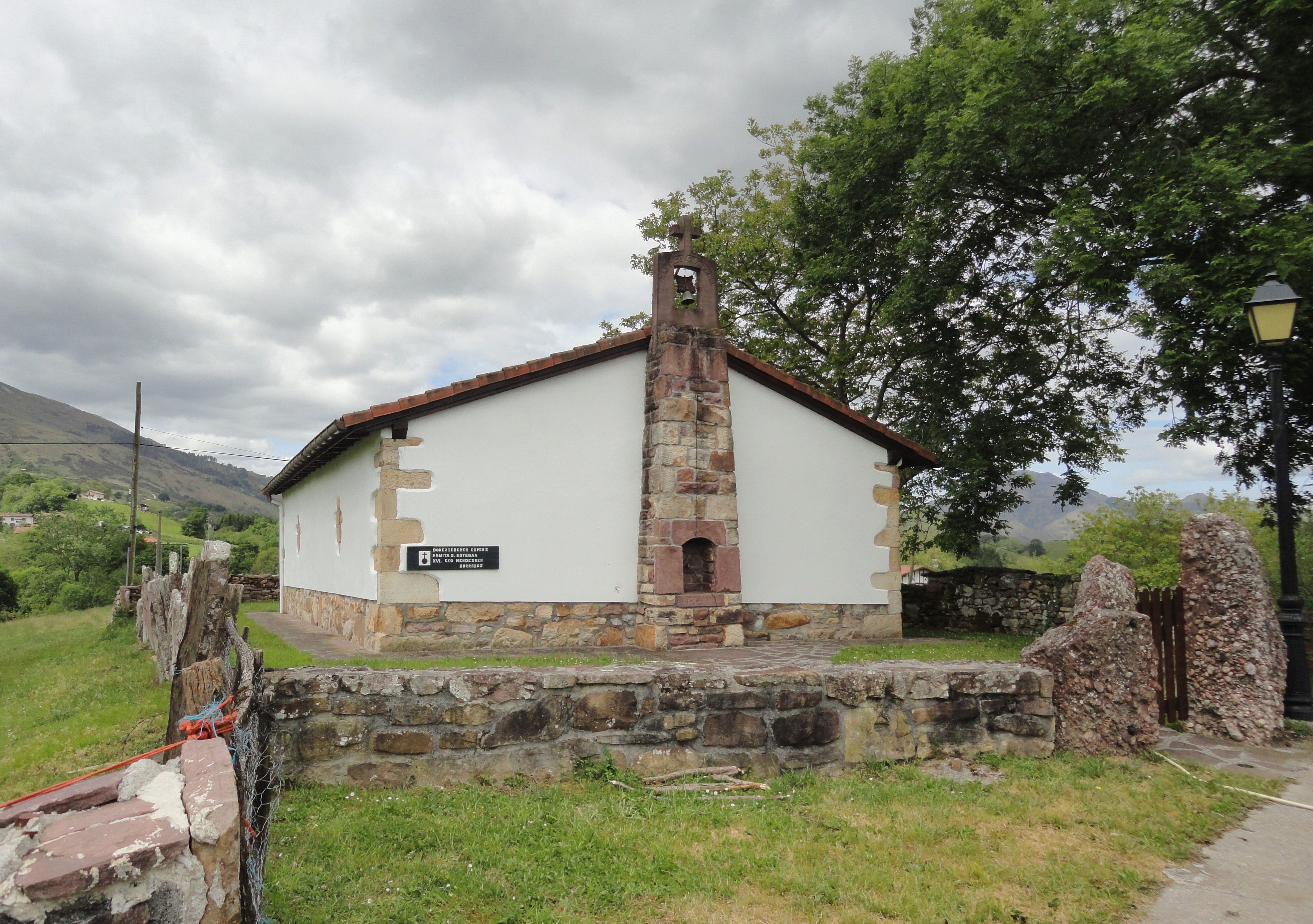
Chapelle

### Fêtes
Les fêtes patronales se célèbrent en l'honneur de l'Ascension de la Vierge du 14 au 18 août.

### Légendes
On dit que le mot Akelarre (lande du bouc) vient du pré qui se trouve à côté d'une des petites cavernes de Zugarramurdi où se tenaient les réunions de « sorcières ». Les participants appelaient ainsi ce pré où paissait un bouc qui était censé se transformer en divinité lors de ces cérémonies.

## Loisirs

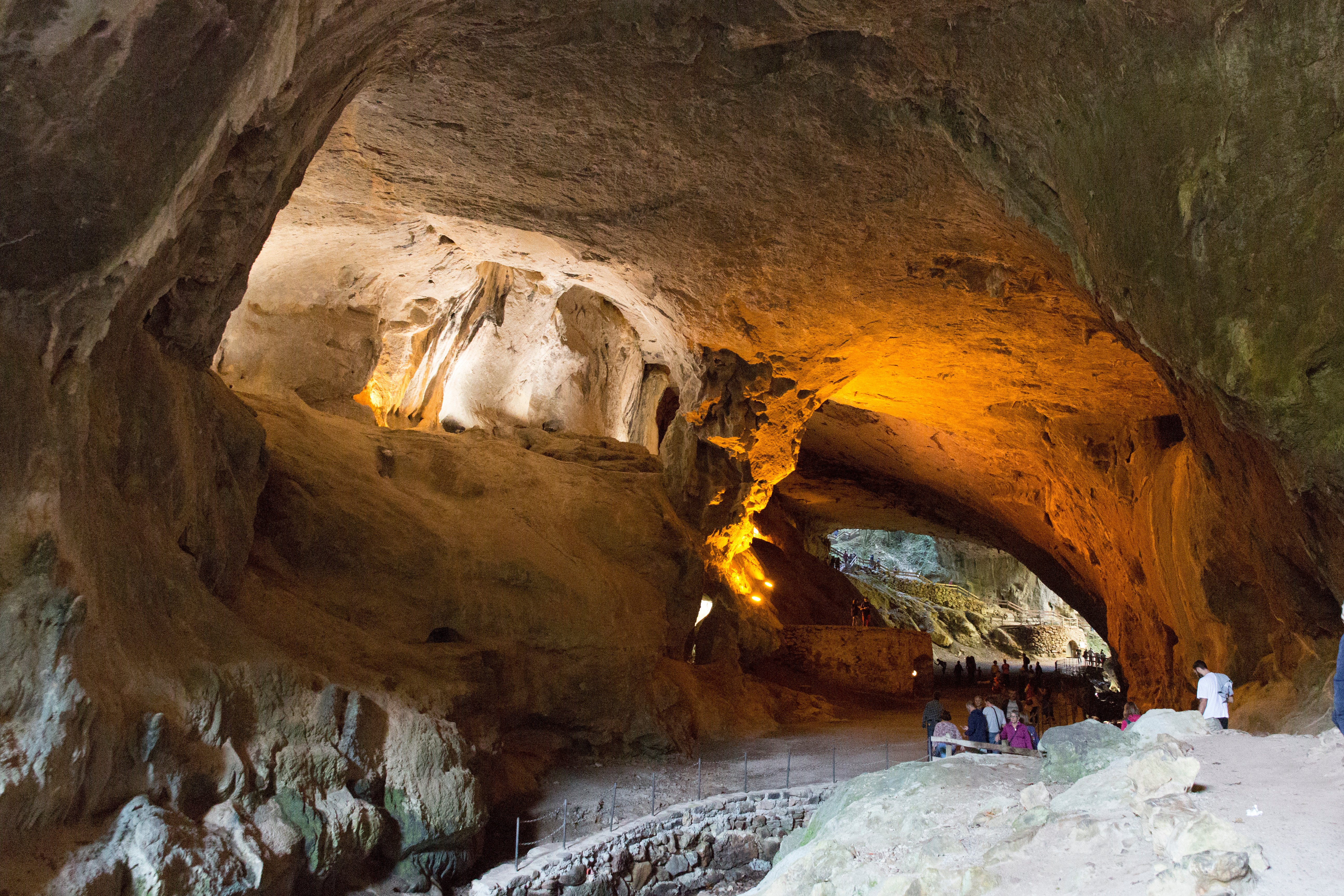
Grottes de Zugarramurdi.

Les grottes de  Zugarramurdi, l'Akelarre ou grotte des sorcières est très connue. La rivière Olabidea, également connue sous le nom de rivière de l'enfer (Infernuko erreka), traversant une masse rocheuse calcaire a creusé une série de cavernes parmi lesquelles la plus grande forme un tunnel de 100 m de long et 30 m de haut.
Ces grottes sont réputées pour avoir accueilli durant le Moyen Âge des réunions de sorcières ou akelarre qui aboutirent à un important procès par l'Inquisition au XVIIe siècle à Logroño. Il conduisit au bûcher de nombreuses personnes des environs.
Aujourd'hui ces grottes peuvent être visitées. 
Elles sont également connues car on y célébrait, pendant le solstice d'été, une fête consacrée au feu. 
Lors des fêtes de village (au mois d'août) se déroule une « bacchanale » gastronomique de viandes grillées, connue sous le nom de « zikiro-jate ».

## Dans la culture populaire
La commune de Zugarramurdi est le lieu principal de l'action du film d'Álex de la Iglesia, Les Sorcières de Zugarramurdi, s'inspirant des faits supposés de sorcellerie qui auraient eu lieu dans ce village.

### Sources et bibliographie
- (es) Cet article est partiellement ou en totalité issu de l’article de Wikipédia en espagnol intitulé « Zugarramurdi » (voir la liste des auteurs).
- Pays basque - Les Sorcières de Zugarramurdi (illustré par Pablo Tillac - présenté par Claude Dendaletche) Anglet, Aubéron, 2000. 20 planches inédites sur Zugarramurdi et la sorcellerie.
- Gracianne Hastoy, Le solstice des maudites : l'histoire des sorcières de Zagarramurdi, Paris, Le Grand livre du mois, 2004, 367 p. (ISBN 978-2-286-00531-3)